# Rossella Panarese
 (juillet 2021).
Le contenu est difficilement compréhensible vu les erreurs de traduction, qui sont peut-être dues à l'utilisation d'un logiciel de traduction automatique.
 (juillet 2025).
Si vous disposez d'ouvrages ou d'articles de référence ou si vous connaissez des sites web de qualité traitant du thème abordé ici, merci de compléter l'article en donnant les références utiles à sa vérifiabilité et en les liant à la section « Notes et références ».
Rossella Panarese (Rome, 23 octobre 1960 - Rome, 1er mars 2021) est une journaliste italienne, éditrice et régisseuse de l'émission Radio3 scienza.

## Biographie
De 1974 à 1979, elle a fréquenté le lycée scientifique Innocenzo XII à Anzio (RM) et a ensuite étudié la philosophie à l'Université La Sapienza à Rome.

### Premières années à la Rai
C'est en été 1985 qu'elle commence à travailler pour Radio Rai, rejoignant la rédaction de Spazio Tre, l'émission historique de l'actualité musicale et culturelle de Radio3. Le programme compte parmi ses administrateurs Daniela Recine, qui se rend compte des compétences de Rossella et l'aide à faire valoir son travail dans les années suivantes. En 1988, elle travaille à la rédaction de Senzavideo (Quotidiano radiofonico di pensieri, parole e musica - Journal radiophonique de pensées, de mots et de musique), une émission sur Radio3 signée par Sergio Patucchi. Avec Paolo Morawski, elle dirige l'édition estivale - intitulée Senzavideo estate - qui profite également des conseils de Paolo Prato et Arturo Stalteri pour la partie musicale.
D'avril 1989 à mars 1991, elle travaille dans l'équipe d'éditeurs et de présentateurs d'Orione (Osservatorio quotidiano di informazioni, cultura e musica - Observatoire quotidien de l'information, de la culture et de la musique), une émission sur Radio3. C'est au cours de la dernière saison de ce programme (1990-91) que Rossella devient pour la première fois l'auteure d'une émission radio. Et c'est au cours de l'émission Orione qu'elle s'intéresse au monde de la science, l'un des volets thématiques couverts par le programme.

### Palomar et la science à la radio
De 1991 à 1994, elle est l'auteure et la principale présentatrice de l'émission Palomar. Viaggio quotidiano attraverso le scienze (Palomar. Voyage quotidien à travers les sciences). Organisée par Daniela Recine, c'est la première émission de Radio3 consacrée à la science. En mars 1994, le programme prend le nom de Futura, Sciences et technologies, devenant une partie du programme de l'après-midi intitulé On the road. Avventure e soste nello spazio e nel tempo (« Sur la route, Aventures et escales dans l'espace et le temps »).
Pendant l'été 1994, elle se rend à Lyon pour une collaboration estivale avec le réseau d'information paneuropéen multilingue Euronews.
D'octobre 1994 à avril 1995, elle a dirigé la nouvelle émission scientifique de Radio3 intitulée Duemila, Techniques et stratégies pour l'avenir. Duemila s'inscrit dans la lignée de Palomar et Futura, mais avec un accent plus marqué sur l'actualité et, surtout, sur l'essor d'Internet et l'utilisation des nouvelles technologies numériques.

### Années à la municipalité de Rome
De l'automne 1995 au début 2001, elle travaille au service de presse de l'adjoint au maire et conseiller à la mobilité Walter Tocci, pendant la jurisprudence de Francesco Rutelli à la municipalité de Rome. La capitale se prépare à accueillir des millions de pèlerins et de touristes pour le Jubilé de l'an 2000. 
En 2001, elle a rejoint le bureau de presse de Trambus, une société du groupe ATAC chargée de gérer la majeure partie du réseau de transport public de la ville de Rome.

### Retour à la Rai et la naissance de Radio3 Scienza
En février 2002, elle retourne à la Rai. Elle travaille d'abord à Radio2, mais en été de la même année, elle retourne travailler à Radio3, sous la direction de Sergio Valzania. Elle commence à planifier le programme qu'elle va présenter pendant 18 ans, Radio3 Scienza. Elle écrit, 10 ans plus tard : 
Radio3 Scienza fait ses débuts le 6 janvier 2003. Rossella dirige les épisodes spéciaux diffusés depuis le Festival des sciences de Gênes, le Théâtre Palladium de Rome et la Foire du livre de Turin. Pendant les années de direction de Valzania, Rossella coordonne également tous les programmes qui font partie de la série Le troisième anneau .
À partir de 2009, sous la direction de Marino Sinibaldi, en plus d'être le rédacteur en chef de Radio3 Scienza, Rossella revient à la gestion quotidienne de l'émission. Elle explique :
Elle poursuit également son travail de coordination des différents programmes de la grille de la chaîne en tant que responsable du thème Analyse approfondie et événements spéciaux.
En 2019, elle est la créatrice de Labanof. Corps sans nom, le premier podcast original de Radio3, lauréat du Prix Italia 2020, qui raconte le travail du Laboratoire d'anthropologie et d'odontologie médico-légale de l' Université d'État de Milan, dirigé par Cristina Cattaneo. Labanof. Des corps sans nom est réalisé par Fabiana Caroblante, Daria Corrias, Giulia Nucci, Raffaele Passerini, avec la musique et le son de Riccardo Amorese.
Les dernières années, elle fait partie du jury du Prix littéraire Galileo pour la vulgarisation scientifique organisé par la municipalité de Padoue, et du jury du Prix Asimov, promu et organisé par l'Institut scientifique Gran Sasso de L'Aquila.
Elle meurt dans la nuit du 28 février au 1er mars 2021 des suites d'un cancer,.

## Engagement dans l'enseignement
Au fil des ans, Rossella Panarese a donné de nombreuses conférences dans des masters, des séminaires, des réunions de formation, sur le langage radiophonique et sur la manière de raconter la science à la radio.
De 1993 à 2021, elle a fait partie du corps enseignant du Master en Communication des Sciences de l'École Internationale des Hautes Études (Sissa) de Trieste où, depuis la création du master, elle était reasponsable du cours intitulé Linguaggi della radio. De 2010 à 2021, pour le Master SGP Science en pratique journalistique de l'Université Sapienza de Rome, elle a donné le cours consacré au langage radio. Elle a enseigné au premier niveau du Master en Langues, production et marketing radio, organisé par la Rai et la Faculté des sciences de la communication de l'Université Sapienza de Rome.

## L'arbre de Rossella
Le 16 avril 2021, un chêne rouge au centre de la Piazza Bainsizza, près du siège de Radio3 à Rome, a été dédié à la mémoire de Rossella. La plaque est gravée de ses mots : 

## Prix et remerciements
- 1993 - Oscar pour Radio Millecanali RAI à Palomar : Rossella Panarese reçoit le prix des mains du directeur de la RAI, Nadio Delai, lors d'une cérémonie le 19-01-1994 au Teatro delle Vittorie à Rome et filmée par Rai1.
- 2004 - Prix URTI (Union Internationale de Radio et Télévision) Gênes Vieillir à Radio3 Scienza
- 2004 - Prix pour sa contribution à la vulgarisation scientifique dans le cadre du 1er Prix International Pitagora (Crotone, 15-16 octobre) qui lui est décerné, sur proposition du mathématicien Piergiorgio Odifreddi, par le maire Pasquale Senatore, et par le conseiller du patrimoine culturel Stelvio Marini (qui deviendra plus tard son second mari).
- 2013 - Prix Galileo à Radio3Scienza pour sa contribution à la diffusion de la culture scientifique au cours de ses 10 ans d'activité (Padoue) [4],[5]
- L'astéroïde (112527) Panarese a été nommé en sa mémoire.

## Publications
- Communication scientifique, avec une introduction par Chiara Valerio, dans Italian Encyclopedia, X Appendice, Institute of the Italian Encyclopedia Treccani, 2021.